# Pershagen
Pershagen – miejscowość (tätort) w Szwecji, w regionie administracyjnym (län) Sztokholm (gmina Södertälje).
Miejscowość jest położona w prowincji historycznej (landskap) Södermanland, bezpośrednio na południe od Södertälje pomiędzy trasą E4 a zatoką Hallsfjärden.
W 2010 roku Pershagen liczyło 2216 mieszkańców.